# St. Michaelis (Schreibersdorf)

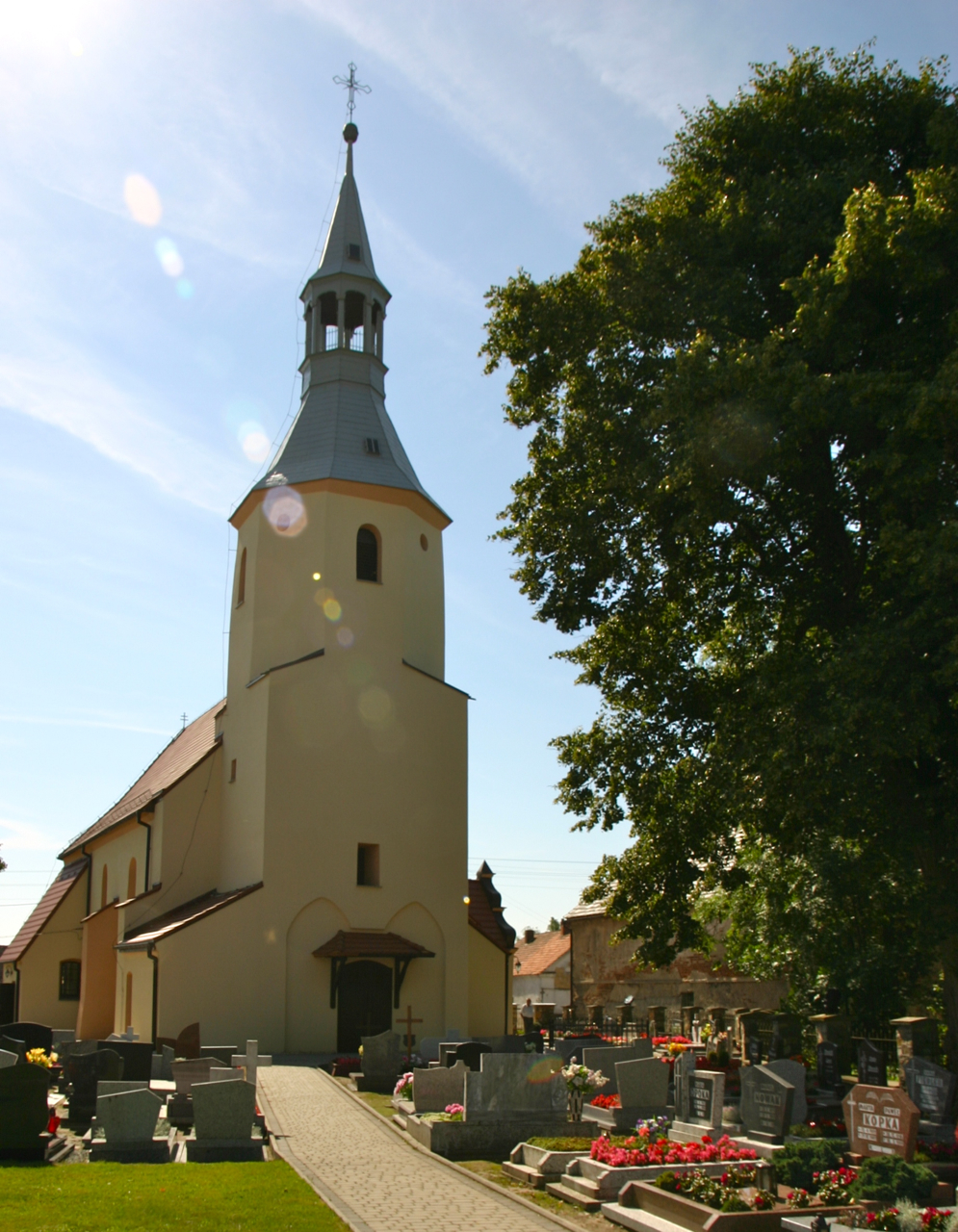
St. Michaelis – Westfront mit Glockenturm

Die Kirche St. Michaelis (Kościół św. Michała Archanioła) ist eine römisch-katholische Pfarrkirche in Schreibersdorf (Pisarzowice) in der Gemeinde Klein Strehlitz. Das Gotteshaus ist von einem Friedhof umgeben.
Die Kirche steht seit 1964 unter Denkmalschutz.

## Geschichte

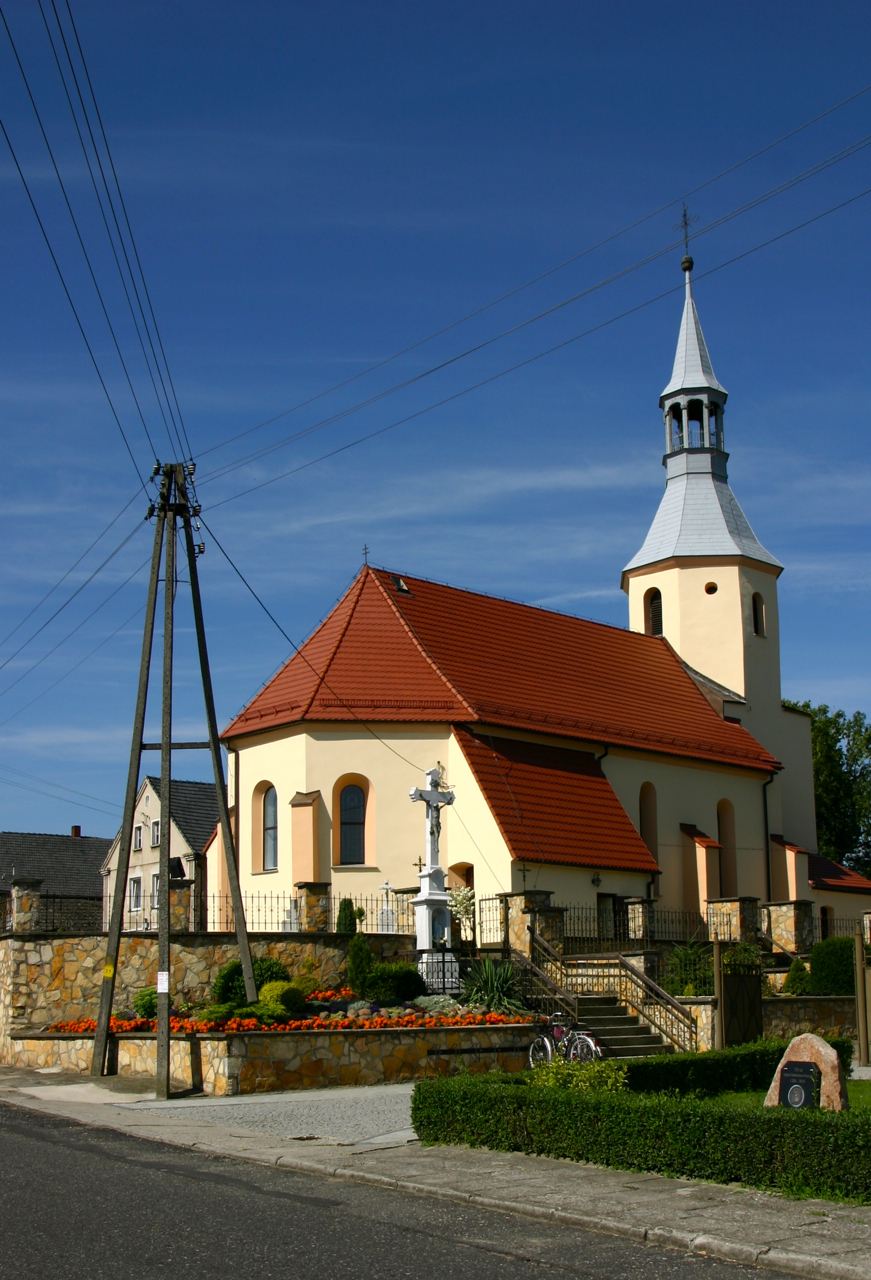
Ostseite der Kirche

Die Michaeliskirche wurde 1301 erstmals erwähnt und stand unter dem Patronat des Klosters Leubus. Im Zuge der Reformation wurde die Kirche 1580 den Protestanten überlassen. 1646 wurde sie den Katholiken zurückgegeben. Um 1784 erfolgten größere bauliche Veränderungen im Stil des Barock.

## Architektur und Ausstattung
Die Saalkirche besitzt ein zweijochiges Langhaus mit einem erhöhten, eingezogenen Chor. Der Chor ist zweijochig mit 3/8-Schluss und Kreuzrippengewölbe. Die Außenwände des Chors besitzen flache Strebemauern. Die Kapelle und die südliche Vorhalle mit Giebel im Stil der Renaissance entstanden um 1600. Der an der Westseite gelegene Glockenturm besitzt einen oktogonalen Aufsatz sowie ein durchbrochenes, zweifach geknicktes Pyramidendach. Flankiert wird der Turm von einem Nebenraum und einer Treppenanlage.
Die Innenausstattung ist im Stil der Renaissance und des Barock. Eine Grabplatte aus der Zeit der Spätrenaissance stellt als Flachrelief vermutlich den Oppelner Landeshauptmann Daniel Lessota dar.
Vor der Kirche steht ein Kriegerdenkmal für die Gefallenen des Dorfes in den beiden Weltkriegen.